# Ohranlegeoperation nach Mustardé
Die Ohranlegeoperation nach Mustardé ist eine traditionelle oder herkömmliche Methode der Otopexie.

## Geschichte
Die Technik dieser Operation wurde von Mustardé erstmals 1960 beschrieben. Weitere Publikationen von ihm erschienen 1963 und 1967.

## Operationsmethode
Es handelt sich um eine Anthelixplastik, die mit der Nahttechnik durchgeführt wird.

### Vorgehensweise
Bei der Ohranlegeoperation nach Musardé wird auf der Rückseite der Ohrmuschel ein langer Schnitt gemacht und ein Hautstreifen entfernt. Die Haut wird von hier aus bis zum Ohrmuschelrand (Helix) und bis zum Ansatz der Ohrmuschel am Kopf (Sulcus posterior) abpräpariert und auf diese Weise der Knorpel der Ohrmuschelrückseite freigelegt. Sie wird deshalb den offenen Ohranlegeoperationen zugeordnet. Mit sogenannten Matratzennähten, die im Knorpel verankert werden, wird die Anthelixfalte stärker gebogen oder neu geformt. Der Knorpel wird gänzlich intakt gelassen, also nicht wie bei der Ohranlegeoperation nach Stenström und Converse und davon abgeleiteten Versionen geritzt, geschnitten oder excidiert. Dann wird die Hautwunde mit Nähten verschlossen und manchmal ein bis zwei Tage lang ein Drainageschlauch eingelegt. Ein oder zwei Wochen lang, in Ausnahmefällen auch länger, wird ein Kopfverband angelegt. Die Ohranlegeoperation nach Mustardé ist nach Meinung von Weerda nicht für alle Ohren geeignet.
Die Methode nach Mustardé gehört zusammen mit den Ohranlegeoperationen nach Stenström und Converse zu den Standardmethoden der Ohranlegeoperationen.
Eine ähnliche Methode, bei der der Knorpel intakt gelassen wird, ist die sogenannte Fadenmethode. Bei ihr wird aber das Ohr nicht aufgeschnitten, weshalb sie zu den geschlossenen und somit minimalinvasiven Ohranlegeoperationen gehört. Sie ist gemäß den Angaben ihres Beschreibers für alle Ohren geeignet.
Über Komplikationsmöglichkeiten und Risiken siehe Kapitel Otopexie.

## Risiken und Komplikationsmöglichkeiten
Da der Knorpel intakt gelassen wird, ist die Anzahl der Komplikationsmöglichkeiten gegenüber den anderen offenen und invasiveren traditionellen Methoden, wie z. B. Ohranlegeoperation nach Stenström und Converse, reduziert. Allerdings ist die Methode nach Meinung von Weerda nicht bei sehr dünnem Knorpel geeignet.
Möglich sind Nachblutung, Hämatom, Rezidiv (Ohren stehen wieder ab), zu eng anliegendes Ohr, stärkere Asymmetrie der Ohrabstände, hypertrophe Narbe, Keloid, Druckschaden (Nekrose) durch Verband.